# Nghĩa Yên
Nghĩa Yên là một xã thuộc huyện Nghĩa Đàn, tỉnh Nghệ An, Việt Nam.
Xã Nghĩa Yên có diện tích 34.01 km², dân số năm 1999 là 5530 người, mật độ dân số đạt 163 người/km².